# West Glens Falls
West Glens Falls és una concentració de població designada pel cens dels Estats Units a l'estat de Nova York. Segons el cens del 2000 tenia 6.721 habitants.

## Demografia
Segons el cens del 2000, West Glens Falls tenia 6.721 habitants, 2.487 habitatges, i 1.845 famílies. La densitat de població era de 559,3 habitants per km².
Dels 2.487 habitatges en un 37,7% hi vivien nens de menys de 18 anys, en un 57,1% hi vivien parelles casades, en un 11,9% dones solteres, i en un 25,8% no eren unitats familiars. En el 19,5% dels habitatges hi vivien persones soles el 7,7% de les quals corresponia a persones de 65 anys o més que vivien soles. El nombre mitjà de persones vivint en cada habitatge era de 2,65 i el nombre mitjà de persones que vivien en cada família era de 3,03.
Per edats la població es repartia de la següent manera: un 27,1% tenia menys de 18 anys, un 6,7% entre 18 i 24, un 31,8% entre 25 i 44, un 21,7% de 45 a 60 i un 12,6% 65 anys o més.
L'edat mediana era de 36 anys. Per cada 100 dones de 18 o més anys hi havia 91 homes.
La renda mediana per habitatge era de 44.072 $ i la renda mediana per família de 45.205 $. Els homes tenien una renda mediana de 35.546 $ mentre que les dones 22.300 $. La renda per capita de la població era de 19.054 $. Entorn del 4% de les famílies i el 6,1% de la població estaven per davall del llindar de pobresa.